# Rozen Maiden
Rozen Maiden (ローゼンメイデン, Rōzen Meiden) is een manga door de groep Peach-Pit en een gelijknamige animeserie van schrijver Jukki Hanada. De manga verscheen van 2002 tot 2007 en de animeserie is eind 2004 uitgezonden.

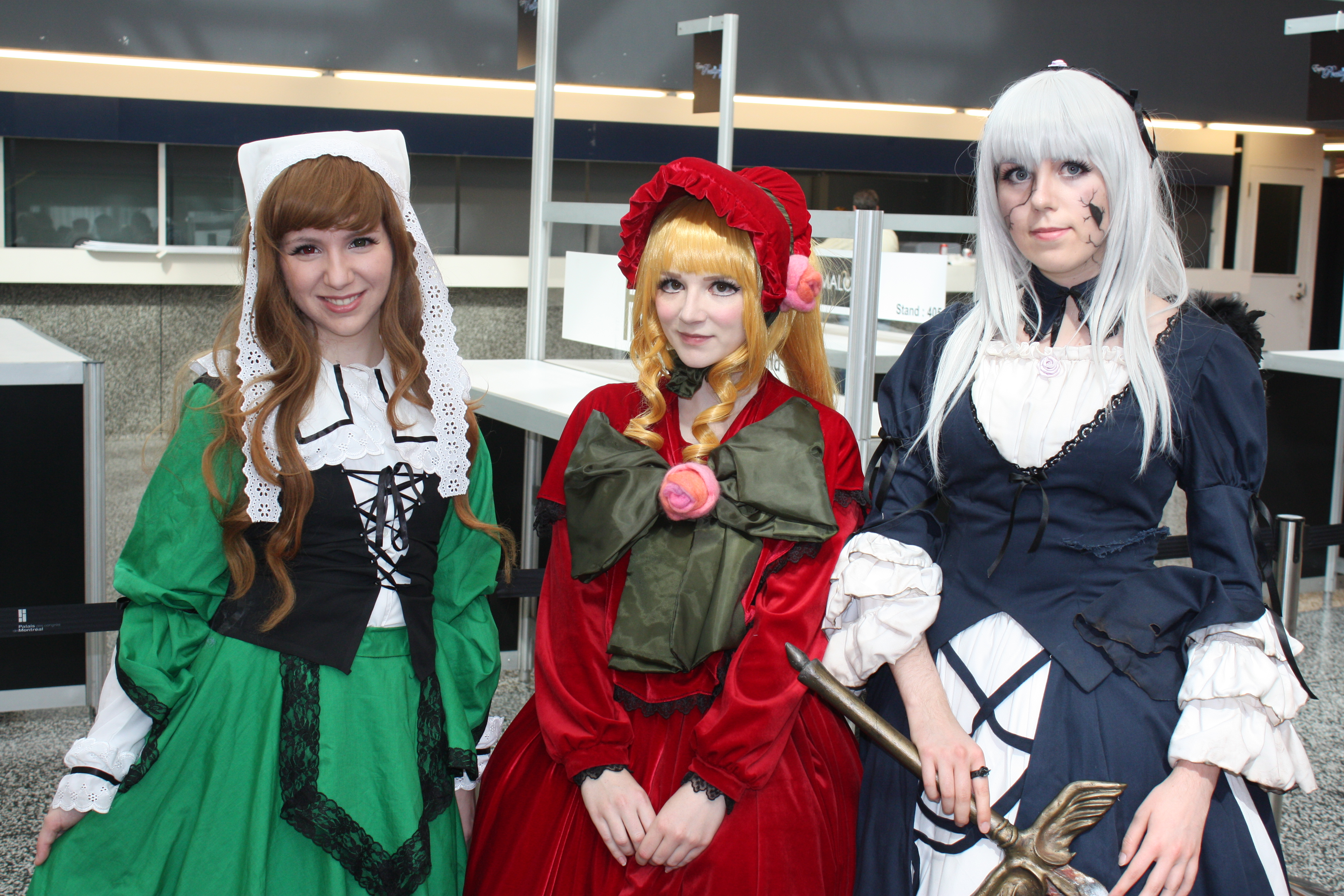
Cosplayers

Een van de thema's die de serie aankaart is de grote druk die op Japanse kinderen gelegd wordt; Een van de hoofdpersonages van de serie, Jun Sakurada, is ingestort door deze druk. De serie toont de mentale vooruitgang die Jun boekt dankzij de Rozen Maiden, een serie magische poppen met een mystiek doel.

## Achtergrondinformatie

### Rozen Maidens en de Alice Game
De Rozen Maiden zijn een serie poppen gemaakt door de poppenmaker Rozen, ook wel 'Otou-sama' (Vader) genoemd door de poppen. Hun belangrijkste energiebron is een mens (hun 'medium'). Een mens dat verbonden is met een Rozen Maiden draagt een ring als symbool van deze verbintenis. De poppen kunnen ook zonder medium handelen. Iedere Rozen Maiden heeft een eigen karakter, bewaker en bovennatuurlijke macht. Hun doel is het deelnemen aan de 'Alice Games', een dodelijk spel waarvan de winnaar Vader kan ontmoeten en Alice worden; een meisje met een oneindige schoonheid.
Het spel wordt gespeeld door middel van duels waarin de poppen gebruikmaken van hun krachten, maar ook de spirituele energie afkomstig van hun medium. De verliezer van het duel verliest haar 'Rosa Mystica, het element dat haar leven schenkt. Door het verlies van de Roza Mystica raakt de pop al haar capaciteiten kwijt en wordt dus Junk(Rommel). De verloren Roza Mystica wordt dan geabsorbeerd door de winnaar van het duel. De pop die de Roza Mystica van al haar zussen te pakken krijgt wordt Alice. Shinku, de centrale pop in de serie, is opmerkelijk; ze weiger niet te vechten, maar wel het absorberen van de Roza Mystica van haar zus.
Een pop kan nooit Alice worden als ze haar Roza Mystica kwijt raakt of de ring die de energie van haar medium overbrengt.

### Verhaal
Jun Sakurada is een Hikikomori die weigert naar school te gaan omwille van traumatische feiten uit zijn verleden. Hij sluit zich op in zijn kamer, waar hij de hele dag 'bovennatuurlijke' spullen besteld op internet en ze net voor de betaal limiet terug stuurt. Zijn oudere zus, Nori Sakurada, wil Jun met al haar kracht helpen, maar ze slaagt er nooit in om tot hem door te dringen.
Op een dag ontvangt Jun een brief waarin staat dat hij een prijs gewonnen heeft en de vraag of hij zou 'Opwinden' (まきますか?) of 'Niet Opwinden' (まきませんか?). Hij volgt de instructies in de brief en legt hem in de la van zijn bureau. Na een tijdje ontvangt hij een prachtige houten doos. In de doos ligt een prachtige pop met victoriaanse kledij. Nieuwsgierig windt Jun de pop op. De pop staat recht uit zichzelf, loopt naar Jun en slaat hem in het gezicht. Jun komt te weten dat de pop Shinku heet en ze de vijfde pop is van de Rozen Maiden collectie. Jun gaat akkoord om een band met de pop aan te gaan en voor hij het goed en beseft is hij het medium dat Shinku's Rosa Mystica zal moeten beschermen in de dodelijk gevechten die de poppen zullen aangaan.

## Personages
Een beschrijving van de Rozen Maidens.

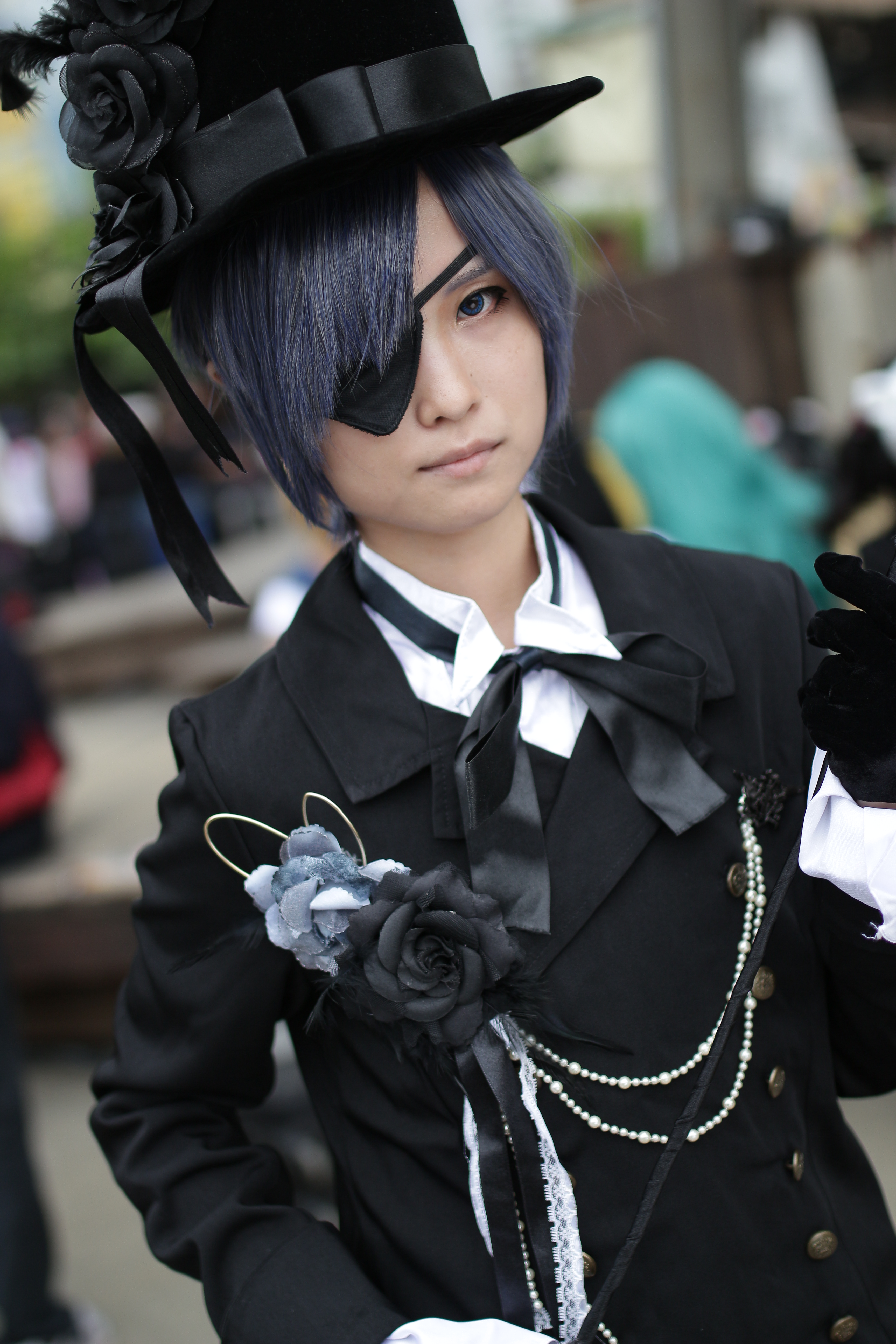
Cosplayer

### Suigintou (水銀燈)
Suigintou is de eerste pop uit de Rozen Maiden collectie. Haar verlangen om Alice te worden is het grootst van alle Rozen Maidens. Sadistisch, arrogant en ongeremd (hoewel ze een verborgen minderwaardigheidscomplex heeft) als ze is, heeft ze goede kwaliteiten om de Alice Game te winnen. Elke methode die haar de overwinning schenkt is goed genoeg. Ze heeft een grote afkeer voor Shinku, haar rivaal.
In het eerste seizoen zijn haar gevoelens en haar wil zo sterk dat ze volledig kan functioneren en vechten zonder de hulp van een medium. Ze is tegen het gebruik ervan omwille van haar natuurlijke onafhankelijkheid en haar afkeer voor het menselijk. Suigintou's wapens zijn haar zwart gevederde vleugels en een zwaard.
Hoewel ze de eerst gemaakte pop is, heeft ze (zowel in de anime als in de manga) fysieke gebreken. In de anime mist ze haar torso, omdat Rozen haar ontwerp schrapte voor ze af was. Nadat ze in seizoen 1 door Shinku was verslagen en vernietigd, heeft Rozen haar gerepareerd en haar teruggebracht. Rozen vertelde haar dat ondanks haar lichaam ze evenveel recht had om Alice te worden. In de manga hebben haar vleugels, ze is de enige Rozen Maiden met vleugels, haar rug beschadigd. Doordat velen haar 'Junk' zijn gaan noemen, heeft ze haar leven gewijd aan het worden winnen van de Alice Game.
Wanneer ze Megu leert kennen verandert haar gedrag en haar motivaties. Geleidelijk aan begint Suigintou affectie te voelen en ze hoopt zelfs Megu haar hartkwaal te genezen door gebruik te maken van de Rosa Mystica's van haar zussen.
- Medium: Megu
- Bewaker: Meimei (メイメイ)
- Seiyuu: Rie Tanaka (田中理恵)

### Kanaria (金糸雀)
Kanaria is de tweede Rozen Maiden pop, ze is schattig en excentriek. Ze is een zeer belangrijk personage in het Träumend seizoen, omdat ze niet in het vorige seizoen voorkwam. Ze spreekt altijd over zichzelf in derde persoon en is constant bezig met het maken van plannen om de Rosa Mystica's van haar zussen te stelen, maar voert deze plannen nooit uit. Ze houdt van haar heimelijk gedrag en bespiedt haar zussen vaak met haar verrekijkertje. Kanaria's arrogante voorkomen is perfect voor de humoristische episodes. Ze is ook een waardig tegenstander, haar wapen is een schattig viooltje waarmee ze aanvallen uitzendt door het spelen van een muziekstuk. Haar karakter staat meestal tegenover dat van Hinaichigo. Ze heeft de rare gewoonte om haar zinnen te eindigen met 'Kashira' ('Misschien?' of 'Vraag ik me af?', Hinaichigo eindigt haar zinnen met 'Na no', een deel van de Japanse zin 'Na no desu' wat 'Daarom' of 'Omdat' betekent). Haar favoriet gerecht is Tamagoyaki, een soort van Japanse eierrol.
- Medium: Mitsu
- Bewaker: Pizzicato (ピチカート)
- Seiyuu: Yumi Shimura (志村由美)

### Suiseiseki (翠星石)
Suiseiseki is de derde Rozen Maiden pop en de oudere tweeling van Souseiseki. Ze heeft een gieter waarmee ze de 'zielsbomen' van mensen mee voedt. Ze is in één woord omslachtig. Ze staat graag in de kijker, haar favoriete bezigheid is dan ook het breken van de ramen in Jun's kamer, aardbeien stelen van Hinaichigo en maniakaal lachen. Ze heeft een wilde fantasie en gebruikt deze om Hinaichigo, die ze 'Chibi Chibi' (Klein Klein) of 'Chibi Ichigo' (Kleine Aardbei) noemt, diverse leugens te vertellen. Meestal lijken Suiseiseki en Jun niet normaal met mekaar te kunnen omgaan, ze weigert om Jun bij zijn naam te noemen en gebruik 'Chibi Ningen' (Klein Mens) in de plaats.
Suiseiseki is een goede vriend en hulp tijdens gevechten. Ondanks haar gedrag tegenover Jun geeft ze heel veel om hem, en haar pogingen om dit te verbergen eindigen vaak in nog meer verwijten. In het Träumend seizoen valt Suiseiseki op doordat het leven van haar tweelingzus, Souseiseki, haar meer waard is dan het worden van Alice. Zij en Jun proberen de andere poppen, zonder veel succes, ervan te overtuigen dat de Alice Game nutteloos en verkeerd is.
Suiseiseki valt op door haar hoge stemmetje en de gewoonte om elke zin te eindigen met 'Desu'. In een gevecht gebruikt Suiseiseki haar gieter om reusachtige planten uit de grond te laten komen.
- Medium: Jun
- Bewaker: Sui Dream (スィドリーム)
- Seiyuu: Natsuko Kuwatani (桑谷夏子)

### Souseiseki (蒼星石)
Souseiseki is de vierde Rozen Maiden pop en Suiseiseki's tweeling. Net als Suiseiseki heeft ze de kracht om menselijke dromen binnen te gaan en de 'zielsbomen' te manipuleren. Ze is rustig, stil en heel erg toegewijd aan haar 'Meester'. Haar wapen is een grote schaar. Haar karakter contrasteert heel erg met dat van haar tweelingzus. Haar manier van spreken is zeer scherp en kan vergeleken worden met Shinku. Ondanks hun verschillen delen de tweelingen wel hun koppigheid. Haar aanwezigheid valt veel meer op in de anime dan in de manga.
In de manga wilde Souseiseki's meester haar kracht gebruiken om de dromen van anderen te betreden en zo wraak te nemen op de vriendin van zijn broer, van wie hij vindt dat ze zijn broer van hem afgepakt heeft. Omdat Souseiseki dit doel alleen niet kan bereiken vecht ze met Suiseiseki om ook haar kracht te krijgen. Uiteindelijk beseft ze dat haar meester zich moet aanpassen en offert zichzelf op om hem te bevrijden van zijn verdriet. De andere poppen zijn diep geschrokken door Souseiseki en in de verwarring grijpt Suigintou de Rosa Mystica van Souseiseki.
In de anime is Souseiseki verbonden met een oude eenzame man, die haar ziet als plaatsvervanger voor zijn overleden zoon, Kazuki. In het tweede seizoen zijn Souseiseki en Shinku de enige poppen die compleet weigeren om deel te nemen aan de Alice Game. Uiteindelijk wordt Souseiseki gemanipuleerd door Suigintou en Barasuishou en start ze de Alice Game. Net zoals in de manga verliest ze van Suigintou, die ook haar Rosa Mystica neemt.
Ze is tevens de eerste pop (Hinaichigo is de tweede) die de Alice Game verliest en de eerste die haar Rosa Mystica kwijt raakt.
- Medium: Motoharu Shibasaki (Anime) Kazuha Yuibishi (Manga)
- Bewaker: Lempicka (レンピカ)
- Seiyuu: Rika Morinaga (森永理科)